# 気体定数
気体定数（きたいていすう、英: gas constant）は、理想気体の状態方程式における定数として導入される物理定数である。理想気体だけでなく、実在気体や液体における量を表すときにも用いられる。
理想気体の多寡を物質量で表す場合は、気体定数は気体の種類に依らない普遍定数であり、特に普遍気体定数（universal gas constant）やモル気体定数（molar gas constant）と呼び分けられる。理学系、特に物理学において気体定数と呼ぶ場合は、基本的にモル気体定数を指している。これに対して、理想気体の多寡を質量で表す場合は、比気体定数（specific gas constant）と呼ばれる。
気体定数の測定法としては、低圧の領域で状態方程式から計算する方法もあるが、低圧で音速測定を行い、そこから求めるほうが正確に得られる。
モル気体定数は、ボルツマン定数 k とアボガドロ定数 NA の積である。2019年5月20日に発効したSIの再定義において、ボルツマン定数とアボガドロ定数はSIを定義する定義定数として位置付けられ、これらのSIによる値は定義値となった。従って、モル気体定数のSIによる値も定義値であり、正確に、
R = 1.380649×10−23 J/K × 6.02214076×1023 mol−1 = 8.31446261815324 J K−1 mol−1
である。ただし、CODATA2018では、上記の値の10桁のみを表示し、
{\displaystyle R=8.314~462~618...\ {\text{J}}\ {\text{K}}^{-1}\ {\text{mol}}^{-1}}（正確に）
としている。

## 記号
気体定数の記号は通常 R で表される。なお、R の由来は明確ではないが、「定数」を意味する ラテン語: Ratio が由来であるとする説もある。気体定数が R と表現された確認できる最初の論文はエミール・クラペイロン(1834)によるものであるが、ここでも R の由来は書かれていない。フランス語で定数や比の意味を持つraisonやrapportがあり、英語のrateやratioなどとも共通する語源はラテン語のratioまたはrataである。おそらくそれらによるものと推定するしかないとされる。

## 導出
ボイルの法則によれば、一定の温度の下で、体積が圧力に逆比例するので
{\displaystyle pV=A(T)}
と表される。さらにシャルルの法則により、一定の圧力の下で体積に比例するように温度を定めることができるので
{\displaystyle pV=KT}
となる。ここで体積の示量性から質量 m に比例するので係数 K も質量 m に比例し
{\displaystyle R_{\text{s}}({\text{X}})={\frac {K}{m}}={\frac {pV}{mT}}}
とすれば、この係数 Rs(X) は気体の種類Xによって決まる定数であり、これが比気体定数である。
物質量 n = m/M(X) を導入すれば
{\displaystyle R={\frac {K}{n}}={\frac {pV}{nT}}=M({\text{X}})\,R_{\text{s}}({\text{X}})}
となる。この R は係数 M(X) を適当に定めることによって、気体の種類に依らない普遍定数とすることができて、これがモル気体定数である。

## 乾燥空気
地球の大気は窒素、酸素、アルゴン、二酸化炭素、水蒸気などで構成される。地表付近においては水蒸気を除いて組成がほぼ一定であり、この組成での混合気体は乾燥空気と呼ばれる。乾燥空気の平均モル質量は Md = 28.966 g/mol なので、乾燥空気の比気体定数の値は Rd = 287 J/(kg⋅K) である。気象学の分野で単に気体定数と呼ぶときには乾燥空気の比気体定数を指すことが多い。なお、水蒸気を含む湿潤空気では、水蒸気の濃度が場所や時間で大きく変化するため、水蒸気を別扱いにして表される。

## 性質
理想気体においては定圧モル比熱と定積モル比熱では前者のほうが大きく、その差は気体定数 R に等しく、これはマイヤーの法則と呼ばれている。